# Кокжал (спецподразделение)
«Кокжал» (каз. көкжал — 1) серая грива; 2) переносно: матёрый волк, вожак волчьей стаи) — антитеррористическое управление специального назначения «Көкжал» Службы государственной охраны Республики Казахстан.

## История
«Көкжал» сформирован в декабре 1995 года на основании опыта ведущих стран мира.
Первый командир, майор М. Т. Махатов, прошел стажировку за рубежом, в частности, в середине 1990-х годов посетил Национальный антитеррористический центр ЦРУ.

## Комплектование и отбор
Штатный состав управления специального назначения «Көкжал» — 88 сотрудников, сведенных в 4 боевых отделения. Структурно входит в состав войсковой части № 0111.
При комплектовании отбираются лучшие кандидаты, которые ранее проходили службу в специальных подразделениях КНБ, Министерства обороны и МВД, а также спортсмены, призванные на военную службу по контракту. При отборе кандидатов командованием особое внимание обращается на благонадежность и профессиональную пригодность.
После прохождения шестимесячного курса профессионального отбора, выдержавшие его зачисляются в штатный состав группы «Кокжал». В течение службы каждый военнослужащий ежемесячно сдает экзамены и проходит тестирование на профессиональную пригодность; не сдавшие экзамены тут же отчисляются.
Военнослужащие «Кокжала» владеют не только основными военными специальностями, приёмами эффективной стрельбы и рукопашного боя, они также проходят воздушно-десантную, горноспасательную, водолазную и специальную подготовку. Подготовка построена так, чтобы каждое отделение могло выполнить свою задачу самостоятельно. В случае специфических задач из них могут быть сформированы смешанные боевые отделения.
По некоторым утверждениям, подготовка «Кокжала» идентична подготовке бойцов американского спецназа SEAL.